# Gatillazo (álbum)
Gatillazo es el primer álbum de estudio del grupo de punk español Gatillazo, publicado en marzo de 2005. En este disco se mantiene una línea parecida a la que ya llevaba el cantante Evaristo Páramos en sus anteriores proyectos, pero con un sonido más duro y manteniendo la acidez de las letras, con un contenido altamente combativo e irreverente. 
Además, es el primer y único álbum de la banda realizado para Oihuka, antigua discográfica de Evaristo.

## Canciones
1. Territorio cotilla
2. Lo daría todo
3. Santo Rosario
4. OK Portal
5. Comunicado empresarial para la concordia y el bienestar social
6. Buen menú
7. Más chulo que un cortapichas
8. Aprieta el gatillo
9. Anorimia Bulorexia
10. SSegurataSS blindaoSS
11. ¿Quién?
12. Fosa común
13. Gora Mari
14. Mente
15. Verde
16. Mentalización
17. Tortura
18. Vuelve el hombre
19. Pánico
20. Modesto
21. Problemas + Abuelito (tema oculto)

## Personal
- Voz: Evaristo
- Guitarra: Txiki
- Guitarra: Osoron
- Bajo: Xabi
- Batería: Tripi